# Arvydas Sabonis
Arvydas Romas Sabonis (Kaunas, RSS de Lituania, Unión Soviética, 19 de diciembre de 1964) es un exjugador de baloncesto lituano. Con una altura de 2,21 metros, está considerado uno de los mejores pívot del mundo desde la década de los ochenta del siglo XX hasta el inicio del siglo XXI. 
Desde 2011 forma parte del Basketball Hall of Fame.
En octubre de 2021 fue incluido como jugador en el Hall of Fame del Baloncesto Español en la promoción de 2019.

## Carrera

### Profesional

#### Žalgiris Kaunas
En 1981, Sabonis fichó por el Zalgiris Kaunas y lo lideró a tres títulos consecutivos de la liga soviética.
En el draft NBA de 1985 fue la elección de los Atlanta Hawks en la cuarta ronda, pero esto quedó en nada por causa de su edad (era menor de 21 años). En el draft de 1986 fue elegido en primera ronda por los Portland Trail Blazers, pero, de nuevo, no pudo jugar con ellos debido a las circunstancias políticas de la época.

#### Etapa en España
En aquel entonces, tras sufrir una rotura del tendón de Aquiles en el año 1986, nadie pensaba que pudiera rendir a un buen nivel. Tras perderse el Eurobasket de Grecia 1987, las autoridades soviéticas le permiten viajar a Portland para operarse y recuperarse inicialmente allí; lo cual le permitiría llegar in extremis a los Juegos Olímpicos de Seúl 1988, aunque sin estar todavía plenamente recuperado. El seleccionador del combinado soviético de la época Aleksandr Gómelski le había prometido a sus jugadores que, si ganaban el oro, se encargaría de hacer las gestiones necesarias para que pudiesen jugar en el extranjero. Eso finalmente sucedería en 1989 cuando, sorprendiendo a todos, el Club Baloncesto Valladolid (en aquel entonces Fórum Valladolid) apostó por él. Con la vigilancia diaria del doctor Javier Alonso Díez, consiguieron recuperarlo físicamente, hasta el punto de que, tras tres temporadas (1989-1992), fichó por el Real Madrid, al que llevó a ganar la ACB en 1993 y 1994 y la Euroliga en 1995. Fue nombrado jugador europeo del año seis veces y elegido en la lista de los 50 jugadores FIBA más importantes en 1991.
En su última temporada en la ACB, durante un encuentro disputado el 31 de marzo de 1995 ante el Coren Ourense, estableció un récord aún vigente a día de hoy en esa liga; al alcanzar un 66 de valoración.

#### Portland Trail Blazers
Finalmente, en 1995 firmó un contrato con los Trail Blazers. No obstante, durante su etapa europea, sufrió una serie de lesiones en la rodilla y en el tendón de Aquiles que le quitaron la mayor parte de su movilidad. Debido a esto, el personal médico de los Portland Trail Blazers le hizo unas pruebas previas a su incorporación al equipo para comprobar su estado. El resultado los dejó estupefactos. El doctor del equipo Don Roberts le contaría al director deportivo Bob Whitsitt que "solo en base a las radiografías, Arvydas Sabonis podría cumplir con los requisitos necesarios para obtener acceso a las plazas de aparcamiento para discapacitados" y que "su pie estaba en tan mal estado que no parecía que fuese capaz de correr", por lo que le diría que "no creo que pueda jugar". Sin embargo, Bob Whitsitt, quien había viajado a Madrid para ver de primera mano si Arvydas Sabonis seguía siendo ese jugador que tenía maravillado al mundo, le respondería "Oh, él puede jugar".
Durante su primera temporada, fue el Rookie del Mes de marzo e, incluso, Jugador de la Semana en 1996. Fue subcampeón de los premios al Rookie del Año y al Mejor Sexto Hombre. Se quedó en Portland siete años, jugando en 470 partidos de temporada regular y 51 partidos de eliminatoria, y a menudo liderando al equipo en el apartado de rebotes. A nivel colectivo, viviría su mejor temporada en la 1999-2000; cuando rodeado por compañeros como Scottie Pippen, Rasheed Wallace o Steve Smith, lograría avanzar hasta las Finales de Conferencia en los play-off. Allí se vería las caras con Los Angeles Lakers, donde a pesar de haber ido ganando por 71-58 antes del inicio del último cuarto durante el encuentro final de la serie, su equipo terminaría perdiendo el partido por 84-89 y; con ello, su mayor oportunidad de lograr un anillo.
Era un jugador muy efectivo en la NBA, aunque siempre le quedó la espina clavada al público sobre "lo que podría haber sido". Si hubiese entrado en los Blazers cuando estaban en su culmen en los primeros años 90, muchos aficionados del equipo de Portland hubieran creído que se habría hecho una dinastía. 

#### Regreso a Lituania y retiro
En 2003, Sabonis volvió a Lituania y compró una parte de su antiguo equipo, el Zalgiris. También jugó para ellos en la temporada 2003-04, ganando el premio al MVP tanto en la temporada regular como en el Top 16 en la Euroliga, y fue nombrado parte del equipo de los mejores de la Euroliga. Se retiró como jugador tras la temporada 2004-05.
Sabonis ingresó en el Basketball Hall of Fame (Salón de la Fama del Baloncesto) el 12 de agosto de 2011 junto a cinco exjugadores (Chris Mullin, Dennis Rodman, Artis Gilmore, Goose Tatum y Teresa Edwards) y tres técnicos (Tex Winter, Herb Magee y Tara VanDerveer), en una ceremonia celebrada en Springfield, Massachusetts.
En 2010 se anunciaba su próxima incorporación junto con otros grandes baloncestistas, entrenadores, dirigentes europeos en el prestigioso Salón de la Fama FIBA

### Selección nacional

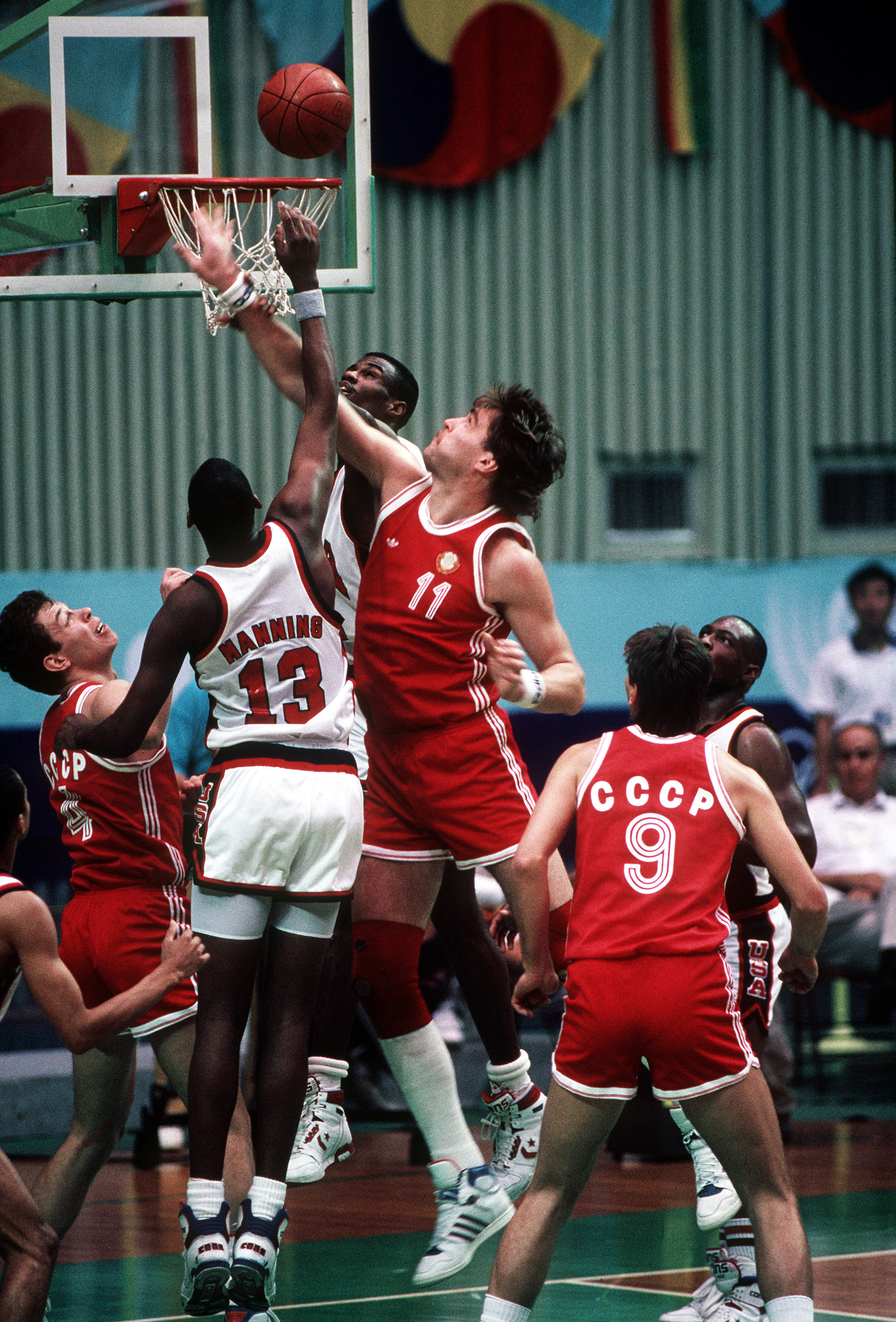
Sabonis en un partido de los Juegos Olímpicos de Seúl 1988.

El primer éxito internacional de Sabonis fue la medalla de oro con la Selección de baloncesto de la Unión Soviética en el Campeonato del Mundo de Baloncesto de 1982. Un año más tarde, en 1983, consiguió la medalla de, bronce en el Eurobasket de Nantes. Dos años después, en 1985, consiguió la medalla de oro tanto en el Eurobasket como en los Juegos Universitarios celebrados en Kōbe (Japón).
En el campeonato Mundial de Baloncesto de 1986 celebrado en España la URSS, con el propio Sabonis al frente, ganó la medalla de plata al perder la final contra Estados Unidos, encabezada por un jovencísimo pívot llamado David Robinson.
Ganó el oro olímpico para la URSS en los Juegos Olímpicos de Seúl 1988 ante la Selección de baloncesto de Yugoslavia, tras eliminar al equipo estadounidense en semifinales, en un encuentro en el que la actuación de la URSS en general, y Sabonis en particular, significaría el fin de la participación de combinados integrados exclusivamente por universitarios USA en torneos FIBA. Después jugó con el equipo nacional de Lituania cuando ganaron el bronce en los JJ. OO. de Barcelona, en 1992, y en los Juegos Olímpicos de Atlanta en 1996, siendo subcampeones en el Eurobasket de 1995.

## Estadísticas de su carrera en la ACB
|  | Temporada en la que se proclama campeón de la Liga ACB |

Temporada regular
| Temporada | Equipo           | PJ  | MPP  | %T2  | %3P  | %TL  | RPP  | ROP | APP | ROB | TPP | PPP  | VAL  |
| --------- | ---------------- | --- | ---- | ---- | ---- | ---- | ---- | --- | --- | --- | --- | ---- | ---- |
| 1989-90   | Fórum Valladolid | 35  | 33.3 | 51.5 | 40.9 | 70.5 | 13.5 | 3.1 | 1.9 | 1.0 | 3.6 | 23.3 | 25.6 |
| 1990-91   | Fórum Valladolid | 32  | 31.4 | 54.1 | 29.2 | 70.8 | 10.5 | 2.6 | 1.9 | 0.9 | 2.1 | 18.4 | 24.7 |
| 1991-92   | Fórum Valladolid | 32  | 32.3 | 55.3 | 41.2 | 75.1 | 13.3 | 3.0 | 2.3 | 1.2 | 2.2 | 21.8 | 31.1 |
| 1992-93   | Real Madrid      | 30  | 31.9 | 57.2 | 48.8 | 73.7 | 11.5 | 2.3 | 1.3 | 1.2 | 2.0 | 17.1 | 25.3 |
| 1993-94   | Real Madrid      | 27  | 31.7 | 65.4 | 41.7 | 80.2 | 11.2 | 2.4 | 2.0 | 1.6 | 1.9 | 17.7 | 28.6 |
| 1994-95   | Real Madrid      | 34  | 34.9 | 62.9 | 33.8 | 78.1 | 13.2 | 2.7 | 2.4 | 1.6 | 2.6 | 22.9 | 34.2 |
| TOTAL     |                  | 190 | 33   | 56.9 | 38.7 | 74.7 | 12.3 | 2.7 | 2.0 | 1.2 | 2.4 | 20.4 | 28.3 |

[actualizar]
Playoffs
| Año   | Equipo           | PJ | MPP  | %T2  | %3P  | %TL  | RPP  | ROP | APP | ROB | TPP | PPP  | VAL  |
| ----- | ---------------- | -- | ---- | ---- | ---- | ---- | ---- | --- | --- | --- | --- | ---- | ---- |
| 1990  | Fórum Valladolid | 2  | 33.0 | 62.1 | 25.0 | 44.4 | 14.5 | 3.5 | 0.5 | 1.5 | 1.5 | 23.5 | 25.5 |
| 1991  | Fórum Valladolid | 5  | 35.2 | 56.7 | 0.0  | 78.0 | 13.6 | 3.6 | 1.8 | 0.4 | 0.6 | 26.8 | 34.2 |
| 1992  | Fórum Valladolid | 4  | 39.0 | 51.0 | 37.5 | 65.2 | 14.5 | 2.3 | 3.5 | 0.5 | 1.0 | 18.5 | 28.0 |
| 1993  | Real Madrid      | 14 | 35.9 | 55.1 | 35.0 | 78.7 | 13.7 | 4.3 | 1.4 | 1.1 | 1.6 | 18.1 | 29.2 |
| 1994  | Real Madrid      | 12 | 34.2 | 57.4 | 38.9 | 72.9 | 12.5 | 2.3 | 2.5 | 0.8 | 2.3 | 16.3 | 27.6 |
| 1995  | Real Madrid      | 8  | 32.5 | 65.3 | 30.8 | 67.3 | 9.8  | 1.8 | 2.4 | 1.4 | 1.1 | 23.1 | 29.0 |
| TOTAL |                  | 45 | 35   | 57.7 | 32.9 | 71.3 | 12.8 | 3.0 | 2.0 | 1.0 | 1.6 | 19.8 | 29.0 |

## Estadísticas de su carrera en la NBA
|  | Líder de la liga |

### Temporada regular
| Año     | Equipo   | PJ  | PT  | MPP  | %TC  | %3P  | %TL  | RPP  | APP | ROB | TPP | PPP  |
| ------- | -------- | --- | --- | ---- | ---- | ---- | ---- | ---- | --- | --- | --- | ---- |
| 1995-96 | Portland | 73  | 21  | 23.8 | .545 | .375 | .757 | 8.1  | 1.8 | 0.9 | 1.1 | 14.5 |
| 1996-97 | Portland | 69  | 68  | 25.5 | .498 | .371 | .777 | 7.9  | 2.1 | 0.9 | 1.2 | 13.4 |
| 1997-98 | Portland | 73  | 73  | 32.0 | .493 | .261 | .798 | 10.0 | 3.0 | 0.9 | 1.1 | 16.0 |
| 1998-99 | Portland | 50  | 48  | 27.0 | .485 | .292 | .771 | 7.9  | 2.4 | 0.7 | 1.3 | 12.1 |
| 1999-00 | Portland | 66  | 61  | 25.6 | .505 | .368 | .843 | 7.8  | 1.8 | 0.7 | 1.2 | 11.8 |
| 2000-01 | Portland | 61  | 42  | 21.3 | .479 | .067 | .776 | 5.4  | 1.5 | 0.7 | 1.0 | 10.1 |
| 2002-03 | Portland | 78  | 1   | 15.5 | .476 | .500 | .787 | 4.3  | 1.8 | 0.8 | 0.6 | 6.1  |
| Total   | Total    | 470 | 314 | 24.2 | .500 | .328 | .786 | 7.3  | 2.1 | 0.8 | 1.1 | 12.0 |

### Playoffs
| Año   | Equipo   | PJ | PT | MPP  | %TC  | %3P  | %TL  | RPP  | APP | ROB | TPP | PPP  |
| ----- | -------- | -- | -- | ---- | ---- | ---- | ---- | ---- | --- | --- | --- | ---- |
| 1996  | Portland | 5  | 5  | 35.4 | .432 | .556 | .717 | 10.2 | 1.8 | .8  | .6  | 23.6 |
| 1997  | Portland | 4  | 4  | 27.0 | .429 | .250 | .875 | 6.5  | 2.3 | .8  | .8  | 11.3 |
| 1998  | Portland | 4  | 4  | 26.8 | .450 | .500 | .857 | 7.8  | 1.5 | 1.8 | .8  | 12.3 |
| 1999  | Portland | 13 | 13 | 30.2 | .398 | .200 | .907 | 8.8  | 2.2 | 1.2 | 1.2 | 10.0 |
| 2000  | Portland | 16 | 16 | 30.8 | .453 | .286 | .796 | 6.7  | 1.9 | .9  | .8  | 11.3 |
| 2001  | Portland | 3  | 3  | 34.7 | .483 | .000 | .750 | 8.3  | 2.7 | .3  | 2.3 | 11.3 |
| 2003  | Portland | 6  | 1  | 14.3 | .667 | .000 | .800 | 4.0  | .8  | .7  | .7  | 10.0 |
| Total | Total    | 51 | 46 | 28.8 | .452 | .319 | .802 | 7.4  | 1.9 | .9  | .9  | 12.1 |

## Estadísticas de su carrera en la Euroliga
| Temporada | Equipo          | PJ | PT | MPP  | %TC  | %3P  | %TL  | RPP  | APP | ROB | TPP | PPP  | VAL  |
| --------- | --------------- | -- | -- | ---- | ---- | ---- | ---- | ---- | --- | --- | --- | ---- | ---- |
| 2003-04   | Žalgiris Kaunas | 18 | 14 | 28.3 | .560 | .366 | .696 | 10.7 | 2.4 | 1.0 | 1.6 | 16.7 | 26.3 |
| Total     | Total           | 18 | 14 | 28.3 | .560 | .366 | .696 | 10.7 | 2.4 | 1.0 | 1.6 | 16.7 | 26.3 |

## Vida personal
En septiembre de 2011 sufrió un ataque al corazón mientras practicaba deporte. Fue trasladado a un hospital de Kaunas y se recuperó satisfactoriamente.
Su mujer, Ingrida Mikelionyte Saboniene, fue la ganadora del primer concurso de belleza lituano "La Belleza de Vilnius '88". Tienen tres hijos varones que juegan al baloncesto: Žygimantas Sabonis (n. 1991), Tautvydas Sabonis (n. 1992) y Domantas Sabonis (n. 1996), y una hija, Aušrinė (n. 1997). Todos se formaron en la cantera del Club Baloncesto Málaga y el único que ha jugado en la NBA ha sido Domantas.
Sabonis habla cinco idiomas: lituano, ruso, español, inglés y polaco.